# Workhorse Group

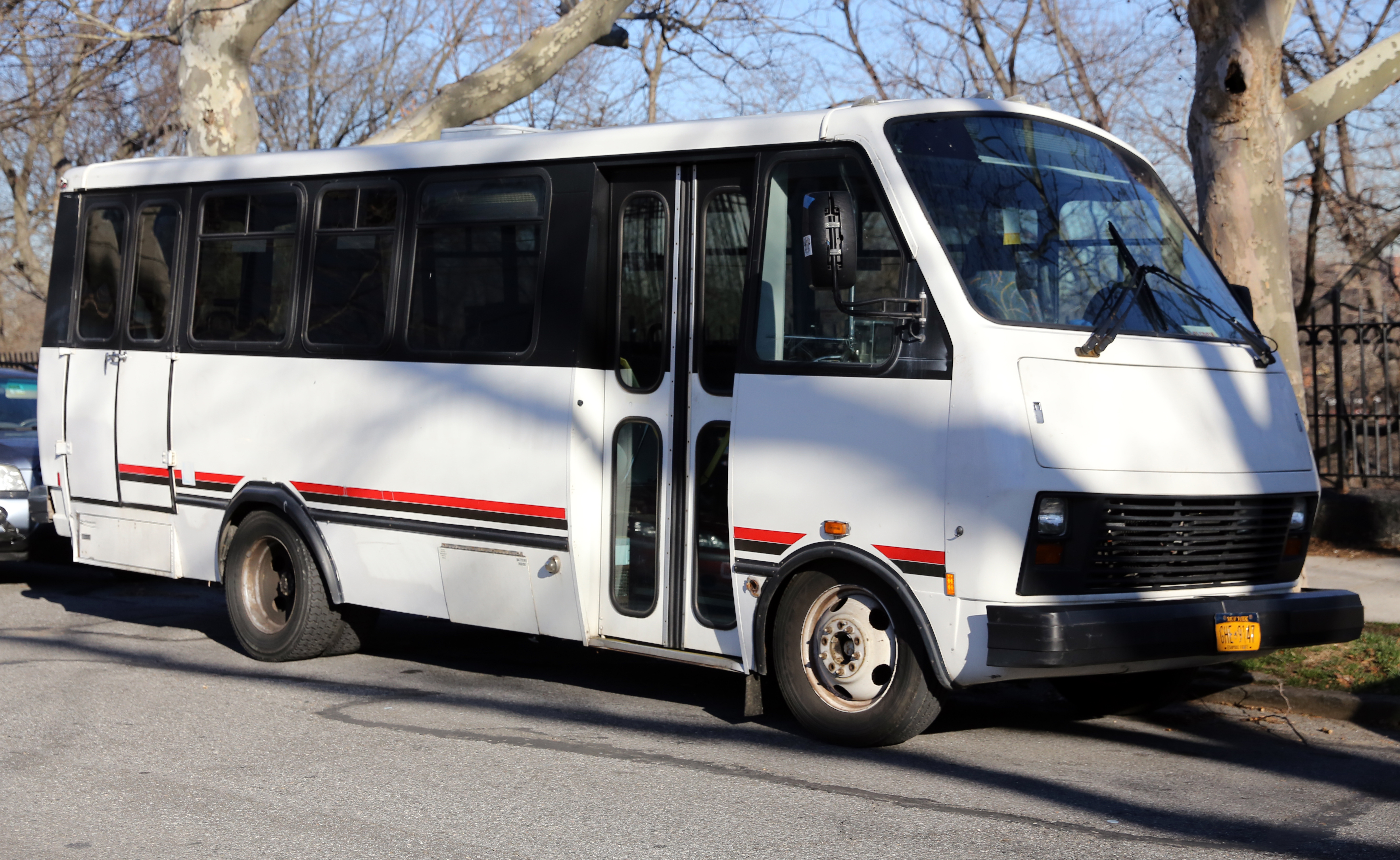
Workhorse P32-Fahrgestell mit Busaufbau von ElDorado National (2002)

Workhorse Group Inc. (Workhorse = deutsch: Arbeitspferd) ist ein US-amerikanischer Hersteller von Nutzfahrzeugen und Fahrgestellen mit Sitz in Loveland (Ohio). Produziert wird darüber hinaus auch in einem Werk in Union City (Indiana), wo das Unternehmen 1998 als Workhorse Custom Chassis, LLC gegründet wurde. Es entstand durch Ausgliederung der P-Fahrgestell-Abteilung von General Motors an die GVW Group, LLC in Highland Park (Illinois). 2005 erwarb Navistar von der GVW Group das Unternehmen Workhorse Custom Chassis, an das Navistar bereits zuvor Dieselmotoren geliefert hatte. 2013 übernahm AMP Holding Inc, zu der unter anderem auch der Elektrofahrzeughersteller AMP Electric Vehicles Inc. gehört, Workhorse Custom Chassis von Navistar, änderte 2015 den Firmennamen in Workhorse Group Incorporated, und Workhorse begann elektrisch angetriebene Lieferwagen anzubieten.
Erste Produkte von Workhorse Custom Chassis waren die Fahrgestelle P30 und P32 der P-Serie für Pakettransporter, Schulbusse und Wohnmobile. Später kamen als erste Neuentwicklung von Workhorse die Fahrgestelle der W-Serie wie W16, W18, W20, W22, W24, W42, W62 und W88 für Wohnmobile hinzu, die mit Ottomotoren ausgerüstet sind. Das Niederflur-Fahrgestell LF72 (LF = Low-Floor) ist für Busse und Wohnmobile vorgesehen. Die UFO-Fahrgestelle (UFO = Universal Fuel Option) haben die Motoren im Heck eingebaut, sie können sowohl mit Diesel- als auch mit Ottomotoren ausgerüstet sein. Derzeit (2017) fokussiert sich die Firma neben der Fertigung von Fahrgestellen auf die Herstellung von Benzin-elektrisch angetriebenen Transportern für die Paketzustellung. Für die Zukunft ist die Einführung eines elektrisch angetriebenen Pick-up geplant. Ferner von Drohnen, die vom Dach eines Pakettransporters starten.